# Cóbdar
Cóbdar – gmina w Hiszpanii, w prowincji Almería, w Andaluzji, o powierzchni 31,78 km². W 2011 roku gmina liczyła 156 mieszkańców.